# Hans-Joachim Queisser

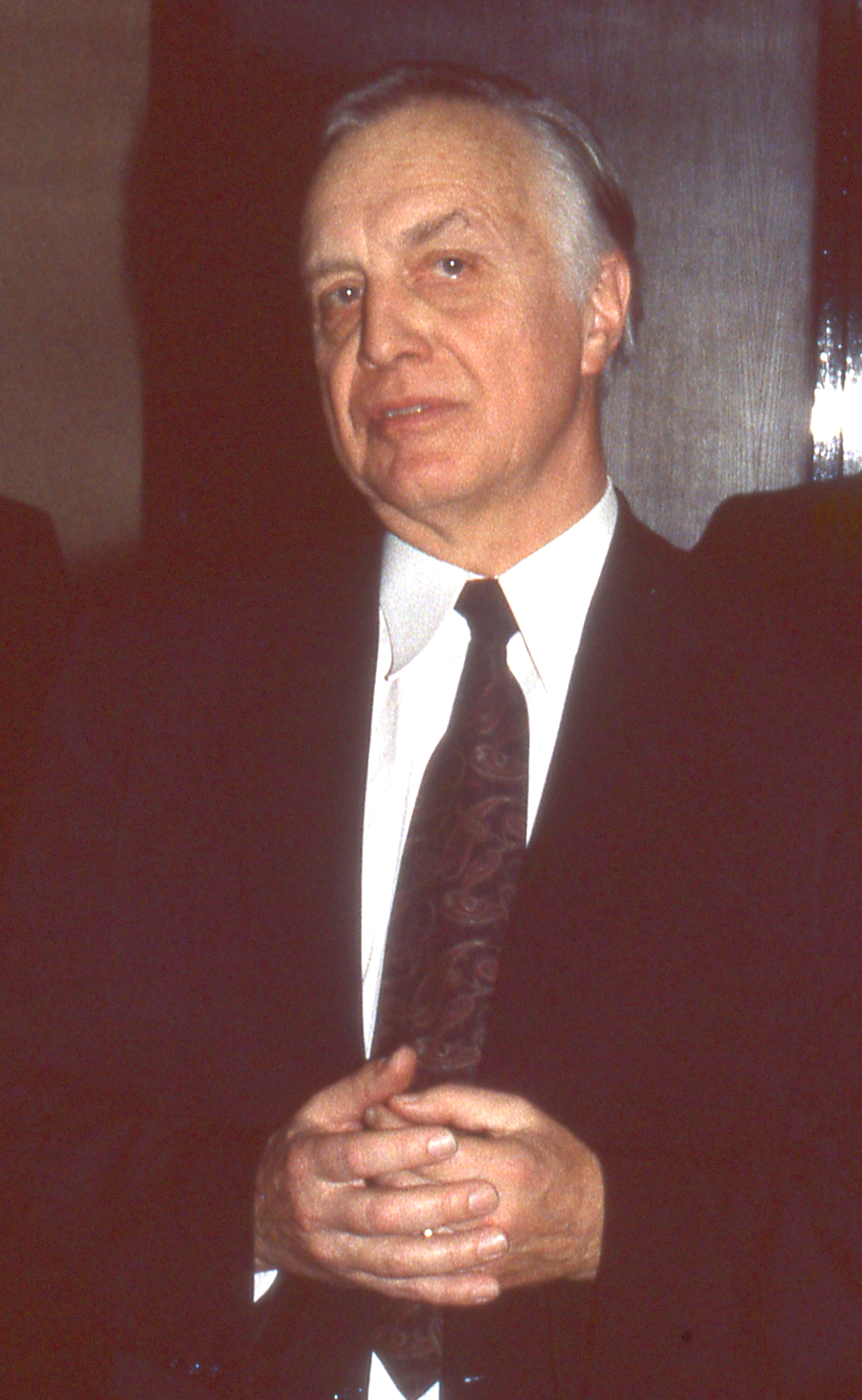
Hans-Joachim Queisser im Wissenschaftszentrum in Bonn am 20. Januar 1995 anlässlich des 60. Geburtstags des damaligen Geschäftsführers der Gesellschaft für Informatik, Hermann Rampacher.

Hans-Joachim Queisser (* 6. Juli 1931 in Berlin; † 27. Juni 2025) war ein deutscher Halbleiterphysiker.

## Leben
Queisser studierte Physik an der Freien Universität in West-Berlin und an der University of Kansas und erhielt 1958 seinen Doktortitel für experimentelle Festkörperphysik an der Universität Göttingen. Seit 1959 arbeitete und forschte er bei der Shockley Semiconductor Laboratory in Mountain View, der Firma des Nobelpreisträgers (1956) William B. Shockley, die auch der Ausgangsort des zukünftigen Silicon Valley war. Hier erforschte er Silizium-Einzelkristalle und Solarzellen. Seine Arbeit mit Shockley, in der eine obere Schranke, die Shockley-Queisser-Grenze für die Effizienz von p-n-Übergang-basierte Solarzellen abgeleitet wurde gilt als einer der Schlüsselbeiträge der Solarzellenforschung, fand aber erst rund 40 Jahre nach seiner Veröffentlichung breite Aufmerksamkeit.
1965 wechselte er zu den Bell Laboratories in Murray Hill, New Jersey, wo er sich mit der Erforschung von Halbleitern, mit dem Schwerpunkt der Optoelektronik, beschäftigte. Hier erfand er eine leistungsstarke superlumineszierende Diode, die als Infrarot-LED Anwendung zum Beispiel in Fernbedienungen für elektrische Geräte fand.
1966 wurde er Professor für Physik an der Universität Frankfurt. 1970 war er einer der Gründungsdirektoren des neuen Max-Planck-Instituts für Festkörperforschung in Stuttgart und des zugehörigen Hochfeld-Magnetlabors am Institut Laue-Langevin in Grenoble. 1998 ging er in den Ruhestand.
Von 1976 bis 1977 war Queisser Präsident der Deutschen Physikalischen Gesellschaft. Er war Mitglied der von 1987 bis 1990 bestehenden Akademie der Wissenschaften zu Berlin und war entpflichtetes ordentliches Mitglied der Berlin-Brandenburgischen Akademie der Wissenschaften. 1992 wurde er Fellow der American Physical Society, 1994 wurde er zum Mitglied der Leopoldina gewählt und ab 2012 war er Honorary Fellow der Japan Society of Applied Physics. 1985 erhielt er die erste Medaille für naturwissenschaftliche Publizistik der DPG.
Zu seinen Doktoranden gehört der Nobelpreisträger Horst Ludwig Störmer.
Queisser starb am 27. Juni 2025 im Alter von 93 Jahren.

## Schriften
- Herausgeber: X-Ray Optics : Applications to Solids, Springer 1977
- Informationstechnik : Förderung der institutionellen Forschung und Entwicklung; Bericht der Queisser-Kommission an das Bundesministerium für Forschung und Technologie, Bundesministerium für Forschung und Technologie, Bonn 1985
- mit Peter Wagner: Photoelektrische Solarenergienutzung, technischer Stand, Wirtschaftlichkeit, Umweltverträglichkeit, Kohlhammer 1985
- Kristallene Krisen : Mikroelektronik – Wege der Forschung, Kampf um Märkte, Piper, 1985, 2. Auflage 1987